# Paroi (construction)
En construction, une paroi (du latin paries, « mur ») peut être un mur ou une cloison si elle est verticale, un plancher, un plafond ou un toit si elle est horizontale ou oblique.

## Thermique de la paroi
Une paroi désigne de manière générale une surface d'échange séparant deux ambiances de températures différentes, constituant un obstacle au flux de chaleur qui la traverse. Les transferts thermiques à travers un mur sont donc un cas particulier des transferts thermiques qui sont étudiés en thermodynamique que ce soit dans les chaudières ou les échangeurs thermiques.
Dans les pays froids, un bâtiment tend à perdre de sa chaleur par les parois extérieures qui constituent ce qu'on appelle l'enveloppe du bâtiment et par les ponts thermiques. Ce transfert de chaleur, est réalisé par convection, conduction et rayonnement. La différence de température entre l'ambiance extérieure et l'ambiance intérieure génère un flux thermique qui va généralement vers l'extérieur à travers les différentes couche de la paroi, et qui est fonction de la résistance thermique de chacune des couches de la paroi.
Cette résistance thermique est de manière simplifiée, fonction de l'épaisseur de chacune des couches et pour chacune des couches, une valeur calculée en laboratoire (et qu'un fabricant de matériau est en mesure de délivrer), la conductivité thermique. Le flux thermique en watts à travers la paroi peut être directement déduit de cette résistance thermique totale et permet de se faire une idée des apports en chauffage qu'il faudra pour compenser ces déperditions thermiques.

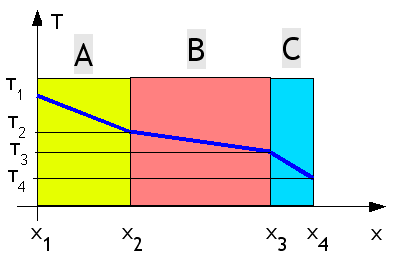
Les différentes couches de la paroi ayant des résistances thermiques différentes, il se crée dès lors un gradient de température, c'est-à-dire que la température diminue de manière irrégulière à travers la paroi.
L'interposition d'un isolant thermique dont la résistance thermique est élevée permet de diminuer de manière significative l'importance du flux thermique à travers la paroi mais aussi de modifier la courbe de température à travers le mur (ce qui permet d'éviter que la surface intérieure des murs ne soit froide, génère de la condensation, des phénomènes de convection et un rayonnement thermique qui parait désagréablement froid).
La Résistance thermique totale n'étant pas une grandeur très praticable (Elle s'exprime en mètres carrés-kelvins par watt) on lui préfère le coefficient de transmission thermique U (anciennement k) qui s'exprime en watts par mètre carré-kelvin et qui est l'inverse du premier. Ce n'est que par commodité de calcul que l'on calcule R avant de calculer U.

### Notions physiques

#### Résistance thermique surfacique
En termes de thermique du bâtiment la résistance thermique surfacique appelée aussi coefficient d'isolation thermique surfacique, d'un matériau ou d'une paroi, caractérise la performance isolante de la couche de matériau.

##### Pour les matériaux homogènes
Le flux de chaleur traversant une paroi dépend de son épaisseur et de sa conductivité thermique λ
La résistance thermique met en relation l'épaisseur et la conductivité thermique :
{\displaystyle R_{T}={\frac {e}{\lambda }}}
où :
- {\displaystyle e} est l'épaisseur en mètres
- {\displaystyle \lambda } est la conductivité thermique en W K-1 m-1
- {\displaystyle R_{T}} (ou simplement {\displaystyle R}) est la résistance thermique en mètres carrés-kelvins par watt (m2.K.W-1)

Plus {\displaystyle R_{T}} est grand plus la paroi est isolante.
En pratique, une paroi est constituée de plusieurs couches de matériaux d'épaisseurs et de conductivités différentes. La résistance thermique totale d'une paroi est la somme des résistances thermiques de chacune de ses couches, à savoir :
- La résistance de chacune des couches
- À la surface intérieure et extérieure de la paroi, deux résistances supplémentaires qui sont dues à une mince couche d'air quasi immobile dans lesquelles la transmission de chaleur se fait par convection et par rayonnement. La valeur « R superficiel », (ou Résistance thermique d’échange superficiel) dépend de l'inclinaison de la paroi et est donnée par les textes officiels de chaque pays. R intérieur est toujours plus grand que R extérieur du fait que les mouvements d’air sont plus importants à l’extérieur qu’à l’intérieur.
- La résistance thermique des couches d'air et coulisses ventilées, qui donnent lieu à diverses interprétations, selon qu'elles sont fortement ou faiblement ventilées.
- Un éventuel facteur de correction lié à la mise en œuvre des matériaux

Ainsi pour un mur constitué de n couches:
{\displaystyle R_{T}=R_{si}+\sum _{i=1}^{n}{R_{i}}+R_{se}+R_{cor}}
où:
- {\displaystyle R_{T}} est la résistance thermique totale de l'ensemble de la construction;
- {\displaystyle R_{i}} est la résistance thermique de chaque couche i constituant la construction;
- {\displaystyle R_{si}} est la résistance thermique d’échange de la surface intérieure;
- {\displaystyle R_{se}} est la résistance thermique d’échange de la surface extérieure;
- {\displaystyle R_{cor}} est le facteur de correction;

Toutes exprimées en mètres carrés-kelvins par watt (m2.K.W-1)
| Paroi donnant sur l'extérieur                 | {\displaystyle R_{se}} | {\displaystyle R_{si}} |
| --------------------------------------------- | ---------------------- | ---------------------- |
| Paroi verticale et flux horizontal            | 0,04                   | 0,13                   |
| Paroi horizontale et flux vertical ascendant  | 0,04                   | 0.10                   |
| Paroi horizontale et flux vertical descendant | 0.04                   | 0.17                   |

##### Pour les matériaux non homogènes
Pour qualifier les matériaux hétérogènes au travers desquels la chaleur se propage en même temps par conduction, convection et rayonnement, le coefficient conductivité thermique λ que n'est pas valable, ce qui conduit pour les qualifier à utiliser une valeur de résistance thermique déduite d'essais en laboratoire.

#### Coefficient de transmission thermique

##### Coefficient de transmission thermique surfacique
Le coefficient de transmission thermique surfacique  (k ou U) d'une paroi est l'inverse de la résistance thermique totale (RT) de la paroi. Par commodité de calcul, il faut d'abord déterminer R avant de connaître U.
Le coefficient de transmission surfacique de la paroi d'un bâtiment est la quantité de chaleur traversant cette paroi en régime permanent, par unité de temps, par unité de surface et par unité de différence de température, entre les ambiances situées de part et d'autre de celle-ci. Il s'exprime en watts par mètre carré-kelvin
```
Plus la valeur de U est basse et plus la construction sera isolée.
```

Le coefficient de transmission thermique est l'inverse de la résistance thermique totale (RT) de la paroi.
{\displaystyle U={\frac {1}{R}}_{T}}

##### Valeurs Umax
Exemples de valeurs U maximales admissibles ou valeurs R minimales à réaliser pour satisfaire au PEB en Région wallonne.
Parois délimitant le volume protégé, à l'exception des parois formant la séparation, avec un volume protégé adjacent
- Parois transparentes/translucides: Umax= 2,5 (W·m-2·K-1
- Parois opaque
  - toitures et plafonds: Umax= 0,3 W·m-2·K-1
  - murs non en contact avec le sol: Umax= 0,5 W·m-2·K-1
  - murs en contact avec le sol: Umax= 0,9 W·m-2·K-1
  - parois verticales et en pente en contact avec un vide sanitaire: Umax= 0,6 W·m-2·K-1
  - parois verticales et en pente en contact avec une cave en dehors du volume protégé: Umax= 0,9 W·m-2·K-1
  - planchers en contact avec l'environnement extérieur ou au-dessus d’un vide sanitaire: : Umax= 0,6 W·m-2·K-1
  - autres planchers (planchers sur terre-plein ou au-dessus d'une cave en dehors du volume protégé, planchers de cave enterrés): Umax= 0,9 W·m-2·K-1
- Portes et portes de garage: Umax= 2,9 W·m-2·K-1
- Façades légères: Umax= 2,9 W·m-2·K-1
- Parois en brique de verre: Umax= 3,5 W·m-2·K-1

Parois entre 2 volumes protégés, situés sur des parcelles adjacentesUmax= 1,0 W·m-2·K-1
Les parois opaques à l'intérieur du volume protégé non situés sur des parcelles adjacentes (entre unités d'habitation distinctes, etc.)Umax= 1,0 W·m-2·K-1
Certaines législations définissent des valeurs que ne pourront pas dépasser les parois d'un bâtiment désignées par {\displaystyle U_{max}} Pour les fenêtres, portes et parois translucides, pour les murs et parois verticales opaques, pour les plancher, pour les parois entre deux volumes protégés ou deux appartements (parois adiabatiques). Pour les murs et plancher une distinction s'opère si la paroi sépare l'espace chauffé d'un espace peu ou pas chauffé.

#### Coefficient de transfert thermique par transmission H
Pour arriver à une meilleure approximation du flux thermique traversant une paroi, on est amené à appliquer tout une série de correctifs qui simulent les déperditions thermiques liées à certains nœuds constructifs: les déperditions linéaires ou ponctuelles des ponts thermiques; les déperditions linéaires des montants et traverses d'un châssis; les déperditions ponctuelles des fixations mécaniques de l'isolant; les déperditions supplémentaires liées à l'écoulement de l'eau sur la toiture (convection d'un fluide qui n'est plus l'air mais l'eau);
De plus des coefficients sont appliqués lorsque l'ambiance extérieure n'est pas l'air libre (comme pour les murs extérieurs). On est amené à envisager les cas de murs ou dalles contre terre, de planchers sur vide sanitaire ou sur cave; la transmission vers l’environnement extérieur via un espace adjacent non chauffé.
Le coefficient de transmission thermique linéique ({\displaystyle {\psi }}) est un terme correctif pour l’effet linéaire d’un pont thermique, égal au flux thermique stationnaire divisé par la longueur et la différence de température entre les ambiances de part et d’autre du pont thermique linéaire. Il s'exprime en watts par mètre-kelvin. Il désigne la valeur qui doit être ajoutée au flux thermique obtenu à partir des valeurs U des parois.
Le coefficient de transmission thermique ponctuel ({\displaystyle {\chi }}) est un terme correctif pour l’effet ponctuel d’un pont thermique, égal au flux au flux thermique stationnaire divisé par la différence de température entre les ambiances de part et d’autre d’un pont thermique ponctuel. Il s'exprime en watts par kelvin. Il désigne la valeur qui doit être ajoutée au flux thermique obtenu à partir des valeurs U des parois.
Le coefficient de transfert thermique par transmission à travers une paroi {\displaystyle H} exprimé en watts par kelvin s'exprime par la formule:
{\displaystyle H={\alpha }(\sum _{i=1}^{n}{U_{i}}{A_{i}}+\sum _{k=1}^{m}{\psi _{k}}{l_{k}}+\sum _{l=1}^{r}{\chi _{l}})}
{\displaystyle A} est la surface de la paroi en mètres carrés, {\displaystyle l} est la longueur du pont thermique en mètres.
La valeur {\displaystyle {\alpha }} est un facteur correctif (0<{\displaystyle {\alpha _{l}}}< 1) qui est fonction de l'environnement de la paroi (mur (=1), mur contre terre, dalle contre terre, dalle au-dessus d'un vide ventilé, etc.).

#### Flux thermique
La densité de flux thermique {\displaystyle \varphi }, exprimée en watts par mètre carré peut s'obtenir à partir:
- du coefficient de transmission thermique de la paroi {\displaystyle U} (en watts par mètre carré-kelvin) selon la formule :

{\displaystyle \varphi =U{\Delta T}}
- de la résistance thermique de la paroi{\displaystyle {R_{T}}} (en mètres carrés-kelvins par watt) selon la formule:

{\displaystyle \varphi ={\frac {\Delta T}{R_{T}}}}
où {\displaystyle {\Delta T}} est la différence de température en °C ou en K.

Le flux thermique {\displaystyle {\Phi }} exprimé en watts s'obtient en multipliant la densité de flux thermique par la surface d'échange {\displaystyle S} en mètre carré
{\displaystyle {\Phi }=\varphi S}
On peut aussi l'obtenir à partir du coefficient de transfert thermique par transmission {\displaystyle H} selon la formule:
{\displaystyle {\Phi }=H{\Delta T}}

#### Conservation de la densité de flux thermique
En régime stationnaire et en l'absence de sources internes de chaleur, la densité de flux thermique {\displaystyle {\varphi }} se conserve c'est-à-dire que le flux thermique cédé par l'ambiance chaude à la paroi égale le flux à travers la paroi, égale le flux cédé par la paroi à l'ambiance froide. De la même manière la densité de flux thermique est constante à travers toutes les couches de la paroi.
{\displaystyle \varphi ={\frac {\lambda }{e}}(T_{c}-T_{f})={hc}(T_{c1}-T_{c})={hf}(T_{f}-T_{f1})}.
On peut généraliser cette formule aux couches intermédiaires, déterminer les températures à la limite de chacune des couches de la paroi et donc esquisser le profil du gradient thermique.

### Calcul

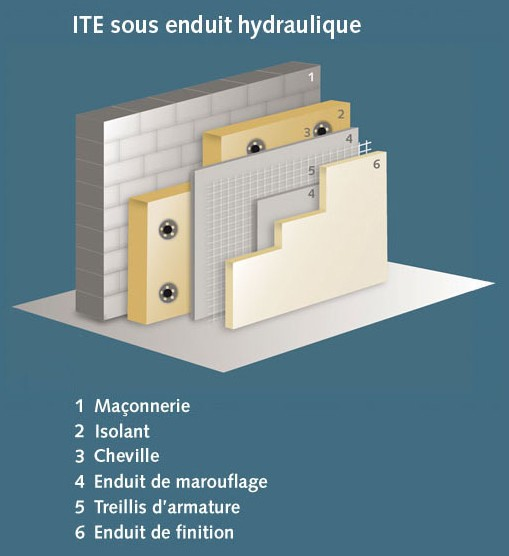
Système proche de celui décrit ici. Mur porteur, isolant, et enduit (mur manteau)

Exemple de calcul de U pour un mur isolé de type mur manteau.
Les valeurs {\displaystyle R_{si}} et {\displaystyle R_{se}}sont susceptibles de varier selon les régions
Les valeurs lambda sont données à titre indicatif et peuvent varier suivant la  masse volumique et la qualité des matériaux
Les définitions qui précèdent décrivent un transfert thermique à travers une paroi homogène  et isotrope. On suppose que les températures et les coefficients de convection thermique {\displaystyle h_{c}} et {\displaystyle h_{f}} afférents aux fluides sont constants et uniforme par rapport aux surfaces de contact. Dans une estimation les chiffres obtenus par cette méthode. Une meilleure approximation peut-être obtenue par des logiciels de simulation dynamique qui vont considérer plus de paramètres.
| Composition de la paroi                                         | Épaisseur {\displaystyle {e}}                              | Conductivité thermique {\displaystyle {\lambda }}          | Résistance thermique {\displaystyle R_{i}={\frac {e}{\lambda }}} |
| --------------------------------------------------------------- | ---------------------------------------------------------- | ---------------------------------------------------------- | ---------------------------------------------------------------- |
|                                                                 | (en mètres)                                                | (en watts par mètre-kelvin)                                | (en mètres carrés-kelvins par watt)                              |
| Résistance thermique d'échange superficielle interne            | {\displaystyle R_{si}}                                     | {\displaystyle R_{si}}                                     | 0,13                                                             |
| Enduit de plâtre                                                | 0,015                                                      | 0,04                                                       | 0,375                                                            |
| Béton armé ordinaire plein                                      | 0,20                                                       | 1,7                                                        | 0,12                                                             |
| Isolant thermique (polyuréthane – revêtu (PUR/PIR))             | 0,2                                                        | 0,025                                                      | 8,00                                                             |
| Enduit                                                          | 0,015                                                      | 1,5                                                        | 0,01                                                             |
| Résistance thermique d'échange superficielle externe            | {\displaystyle R_{se}}                                     | {\displaystyle R_{se}}                                     | 0,04                                                             |
| Résistance thermique totale (en mètres carrés-kelvins par watt) | {\displaystyle R_{T}=R_{si}+\sum _{i=1}^{n}{R_{i}}+R_{se}} | {\displaystyle R_{T}=R_{si}+\sum _{i=1}^{n}{R_{i}}+R_{se}} | 8,675                                                            |

| Coefficient de transmission thermique surfacique (en watts par mètre carré-kelvin)                                           | {\displaystyle U={\frac {1}{R}}_{T}}               | {\displaystyle U={\frac {1}{R}}_{T}}               | 0,12 |
| Densité de flux thermique {\displaystyle \varphi } pour une différence de température de 20 °C (en watts par mètre carré)    | {\displaystyle \varphi ={\frac {\Delta T}{R_{T}}}} | {\displaystyle \varphi ={\frac {\Delta T}{R_{T}}}} | 2,31 |
| Coefficient de transfert thermique par transmission {\displaystyle H} pour un 1 m2 de surface de paroi (en watts par kelvin) | {\displaystyle {H}={U}{S}}                         | {\displaystyle {H}={U}{S}}                         | 0,12 |
| flux de chaleur {\displaystyle {\Phi }} pour un 1 m2 de surface de paroi (en watts)                                          | {\displaystyle {\Phi }=\varphi {S}}                | {\displaystyle {\Phi }=\varphi {S}}                | 2,31 |

### Réglementation
Les administrations tiennent à disposition des citoyens des listes de matériaux isolants éligibles pour obtenir des primes à l'isolation qui comportent éventuellement une valeur de résistance thermique (en mètres carrés-kelvins par watt). Quelquefois, c'est le Coefficient de transmission thermique U qui est employé, libellé en watts par mètre carré-kelvin.

### En France
En France, La résistance thermique des matériaux est parfois utilisée dans les règlementations thermiques, telles que la RT 2005. Cependant cette grandeur est petit à petit abandonnée au profit de la transmission calorifique (Coefficient de transmission thermique U, anciennement k), qui prend aussi en compte la mise en œuvre du produit.